# Konstancie Velkopolská
Konstancie Velkopolská, nebo také Konstancie Poznaňská, (1245 nebo 1246 – 10. října 1281) byla braniborská markraběnka.

## Život
Narodila se jako dcera velkopolského knížete Přemysla I. a jeho manželky Alžběty Vratislavské v roce 1245 nebo 1246. Roku 1255, když byla Konsatncie ještě dítětem, ji otec zasnoubil s Konrádem I., synem braniborského markraběte Jana I. Papež Alexandr IV. k tomuto sňatku musel udělit dispens, protože snoubenci byli vzdálení příbuzní. Tento plánovaný sňatek měl vylepšit doposud nepřátelské vztahy Přemysla I. Velkopolského a jeho bratra Boleslava Pobožného s Askánci. K řádnému sňatku došlo až po smrti Přemysla I. Velkopolského v roce 1260 na braniborsko-polské hranici v Santoku. Sňatek však očekávané zlepšení vztahů mezi Braniborskem a Velkopolskem nakonec nepřinesl. Roku 1265 mezi oběma stranami dokonce proběhly ozbrojené střety.
Konstancie Konrádovi porodila tři syny, Jana IV., Otu VII. a Waldemara, a dceru Anežku. Zemřela v roce 1281 a byla pohřbena v cisterciáckém klášteře v Chorin.